# Open Financial Exchange
Open Financial Exchange (OFX) leitet sich von Microsofts Open Financial Connectivity und Intuits Open Exchange ab und ist ein Datenformat für den Finanzdaten-Austausch.
Aktuelle Versionen von OFX basieren auf XML. Der Standard schreibt kein Protokoll
zur Übertragung vor, in der Praxis wird für gewöhnlich HTTP verwendet.

## Andere Finanzdaten-Austausch-Protokolle
- HBCI